# Rocafort (kommun)
Rocafort är en kommun i Spanien.   Den ligger i provinsen Província de València och regionen Valencia, i den östra delen av landet, 300 km öster om huvudstaden Madrid. Antalet invånare är 6 846. Arean är 2,3 kvadratkilometer. Rocafort gränsar till Valencia och Godella. 
Terrängen i Rocafort är platt.